# Хулігани Зеленої вулиці
"Хулігани Зеленої вулиці" (англ. Green Street Hooligans) в оригіналі відомий також як просто "Зелена вулиця" (англ. Green Street) — британсько-американська незалежна драма про футбольних хуліганів у Великій Британії. Знята Лексі Александером, в головних ролях — Елайджа Вуд та Чарлі Ганнем. За сюжетом, американський студент коледжу приєднується до брутальної фірми клубу "Вест Гем" (під назвою Green Street Elite), яку очолює молодший брат його свояка, і морально трансформується під впливом їхнього ставлення одне до одного. 
Пізніше було видано два сиквели у формі direct-to-video. Перший, Green Street 2: Stand Your Ground було представлено у різний час у різних країнах з березня 2009 по липень 2010. Другий, Green Street 3: Never Back Down вийшов у Британії 21 жовтня 2013 року.

## Назва
В ході роботи над фільмом робочою назвою картини було «Янкі» (англ. The Yank). У прокат Великої Британії стрічка вийшла під назвою «Зелена вулиця» (англ. Green Street); на цій вулиці в Лондоні Знаходиться стадіон «Вест Хема» - «Болейн Граунд». У США, Австралії та Південній Африці фільм демонструвався як «Хулігани Зеленої вулиці» (англ. Green Street Hooligans). В інших країнах йшов під назвами «Футбольні хулігани» (англ. Football Hooligans) або просто «Хулігани» (англ. Hooligans).

## Сюжет
Фільм починається зі сцени бійки в метро фанатів лондонських клубів «Вест Хем Юнайтед» і «Тоттенхем Хотспур».
Метт — американець, студент Гарварду, вчиться на журналіста. Він був відрахований за злочин, якого не скоював. Сусід Метта по кімнаті, Джеремі ван Холден, підставив Метта, сховавши свій кокаїн в його речах. Джеремі обіцяє допомогти Метту і дає йому 10 000 доларів. Метт вирішує поїхати до Англії до своєї старшої сестри Шеннон. Прилетівши в Лондон, Метт знайомиться з чоловіком сестри Стівом і його молодшим братом Пітом. Стів просить Метта сходити з його братом на футбол, щоб не давати гроші тому особисто. Пітт намагається звільнитися від Метта, але потім все ж погоджується взяти того на стадіон. Перед матчем вони заходять в паб, де Метт знайомиться з фанатської угрупованням лондонського «Вест Хема», в якій Піт є лідером. При цьому найкращий друг Піта Бовер негативно ставиться до Метта, бо той не фанат і до того ж американець. Після гри Метт вирушає додому, але виявляється спійманий фанатами «Бірмінгема», які вважають його вболівальником «Вест Хема». Бірмінгемці збираються спотворити обличчя Метта так званої «посмішкою Челсі», але несподівано з'являється Піт з іншими членами угруповання фанатів «Вест Хема». Зав'язується масова бійка, в якій Метт також бере участь, чим заслуговує певну повагу. Гострі відчуття, викликані небезпекою, гонитвою, жорстокою бійкою і перемогою в ній, призводять Метта до розуміння принади футбольного фанатизму.
Піт розповідає Метту про футбольні угруповання. Угруповання фанатів «Вест Хема» організував дуже давно якийсь Майор. Згадує також фанатів «Міллуолла» - їх ватажок Томмі давно втратив сина в бійці і «зовсім звихнувся». Стів, дізнавшись про те, що Метт і Піт брали участь в бійці, свариться з ними. Метт переїжджає до Піта. Через день фанати «Вест Хема» збираються їхати в Манчестер на матч з місцевою командою. Піт говорить Метту, щоб він не їхав з ними, але американець все ж з'являється в електричці. По дорозі лондонці дізнаються, що фанати «Манчестер Юнайтед» у великій кількості очікують їх на вокзалі. Завдяки винахідливості Метта фанати «Вест Хема» змогли уникнути пастки і самі напали на фанатів місцевої команди. Метт остаточно завоював повагу фанатів «Вест Хема». Незабаром приїжджає батько Метта, також журналіст. Він хоче, щоб син не кидав журналістську стезю, і вмовляє Метта сходити з ним до редакції The Times пообідати з колегами-журналістами. Метт погоджується, але в редакції його випадково побачив один з фанатів «Вест Хема». Піт і Бовер знаходять в рюкзаку Метта ноутбук, в якому американець веде щоденник. Вони думають, що Метт - журналіст, під прикриттям та впровадився в фанатське угруповання для збору матеріалу для репортажу, і вирішують провчити американця.           
Того ж вечора в пабі Метт дізнається, що легендарний Майор, який створив фанатське угруповання «Вест Хема» - це чоловік його сестри Стів. Після тієї жорстокої бійки, в якій лідер фанатів «Міллуолла» Томмі втратив свого сина, Стів «зав'язав» з фанатизмом. В цей час в пабі з'являються Піт і Бовер і починають бити Метта. Стів їх зупиняє, а Метт говорить, що вони бачили лише його щоденник. Піт вірить Метту, а Бовер - ні. Бовер їде в Міллуолл, де в пабі знаходить Томмі. Бовер просить його піти в паб «Вест Хема» і розібратися з журналістом. Щоб зацікавити лідера фанатів «Міллуолла», Бовер каже, що в пабі ще є Майор, якого Томмі вважає винним в загибелі свого сина. Томмі за допомогою "коктейлю Молотова» підпалює бар фанатів «Вест Хема», а осколком пляшки важко ранить в шию Стіва, який потрапляє в лікарню.             
На виході з лікарні Піт говорить, що призначає «стрілку» фанатам «Міллуолла» на наступний день на безлюдному пустирі. Метт хоче піти з ними, але його сестра Шеннон і Піт забороняють йому брати участь в бійці. Однак Метт все ж приєднується до фанатів «Вест Хема» в бійці проти хуліганів «Міллуолла». Тим часом Шеннон на машині з дитиною колесить по місту в пошуках Метта. У бійці Томмі дістає телескопічну палицю і ламає ногу Піту. В цей час до пустиря приїжджає Шеннон і кличе Метта. Її зауважує Томмі, він знає, що це дружина його ворога Майора. Томмі з кийком направляється до машини. Піт розуміє, що він може зробити з Шеннон і племінником, але у нього зламана нога. Він кричить Томмі, що той сам винен у смерті свого сина. Розлючений Томмі накидається на Піта і забиває того на смерть.             
Метт їде в США. Уже в Америці в ресторані Метт йде слідом за Джеремі в туалет, де той нюхає кокаїн. Він дорікає йому в тому, що він обіцяв допомогти і не допоміг. Уся розмова він записує на диктофон. Джеремі намагається відняти його, але Метт збиває його з ніг і хоче вдарити в обличчя, але вирішує, що з нього вже вистачить. На останніх кадрах Метт іде безлюдною вулицею і співає гімн «Вест Хема».             